# 埃屈埃勒 (上索恩省)
埃屈埃勒（法語：Écuelle，法語發音：[ekɥɛl] ⓘ）是法国上索恩省的一个市镇，属于沃苏勒区。

## 地理
埃屈埃勒（47°32'59"N, 5°33'2"E）面积5.56 平方千米，位于法国勃艮第-弗朗什-孔泰大區上索恩省，该省份为法国东部内陆省份，北起顺时针与孚日省、贝尔福地区省、杜省、汝拉省、科多尔省和上马恩省接壤。
与埃屈埃勒接壤的市镇（或旧市镇、城区）包括：弗拉蒙、尚普利特。

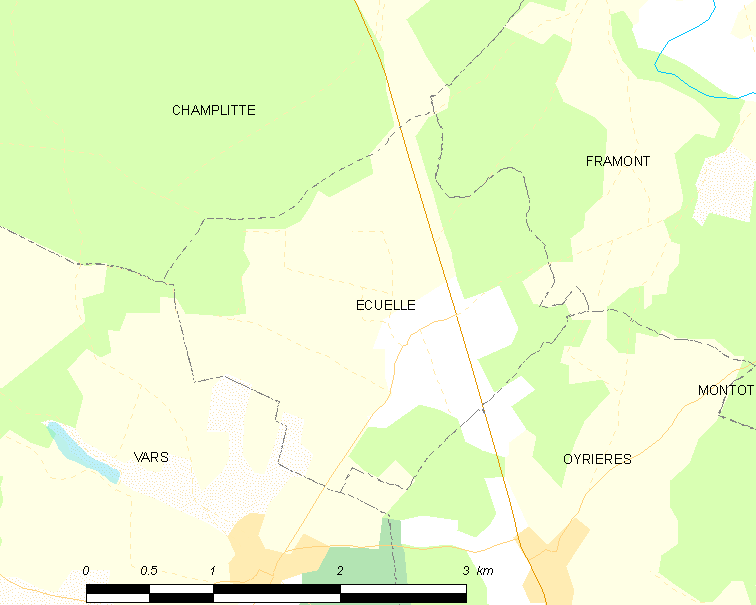
的OSM定位图

埃屈埃勒的时区为UTC+01:00、UTC+02:00（夏令时）。

## 行政
埃屈埃勒的邮政编码为70600，INSEE市镇编码为70211。

## 政治
埃屈埃勒所属的省级选区为萨隆河畔当皮埃尔县。

## 人口

1962-2008年间人口变化图示

埃屈埃勒于2022年1月1日时的人口数量为67人。